# Křižovatka Karmi'el ma'arav
Křižovatka Karmi'el ma'arav (hebrejsky מחלף כרמיאל מערב‎, doslova Křižovatka Karmi'el západ) je mimoúrovňová křižovatka, která spojuje silnici 784 se silnicí 85. Nachází se západně od města Karmi'el.
Křižovatka byla vybudována za účelem vytvoření úrovňového oddělení mezi železniční tratí Akko–Karmiel a silnicí 784, protože zde docházelo k mnoha smrtelným nehodám a dopravním zácpám. Výstavba křižovatky byla plánována ještě před výstavbou železnice a setkala se s námitkami místních úřadů v Bi'ině a Karmi'elu. V průběhu plánování se objevily výtky, že proces byl zdržován z politických důvodů. Přesto bylo výběrové řízení na výstavbu zveřejněno v červenci 2018 a práce byly zahájeny v září následujícího roku. Stavba byla dokončena v červnu 2021 a stála přibližně 400 milionů nových izraelských šekelů.

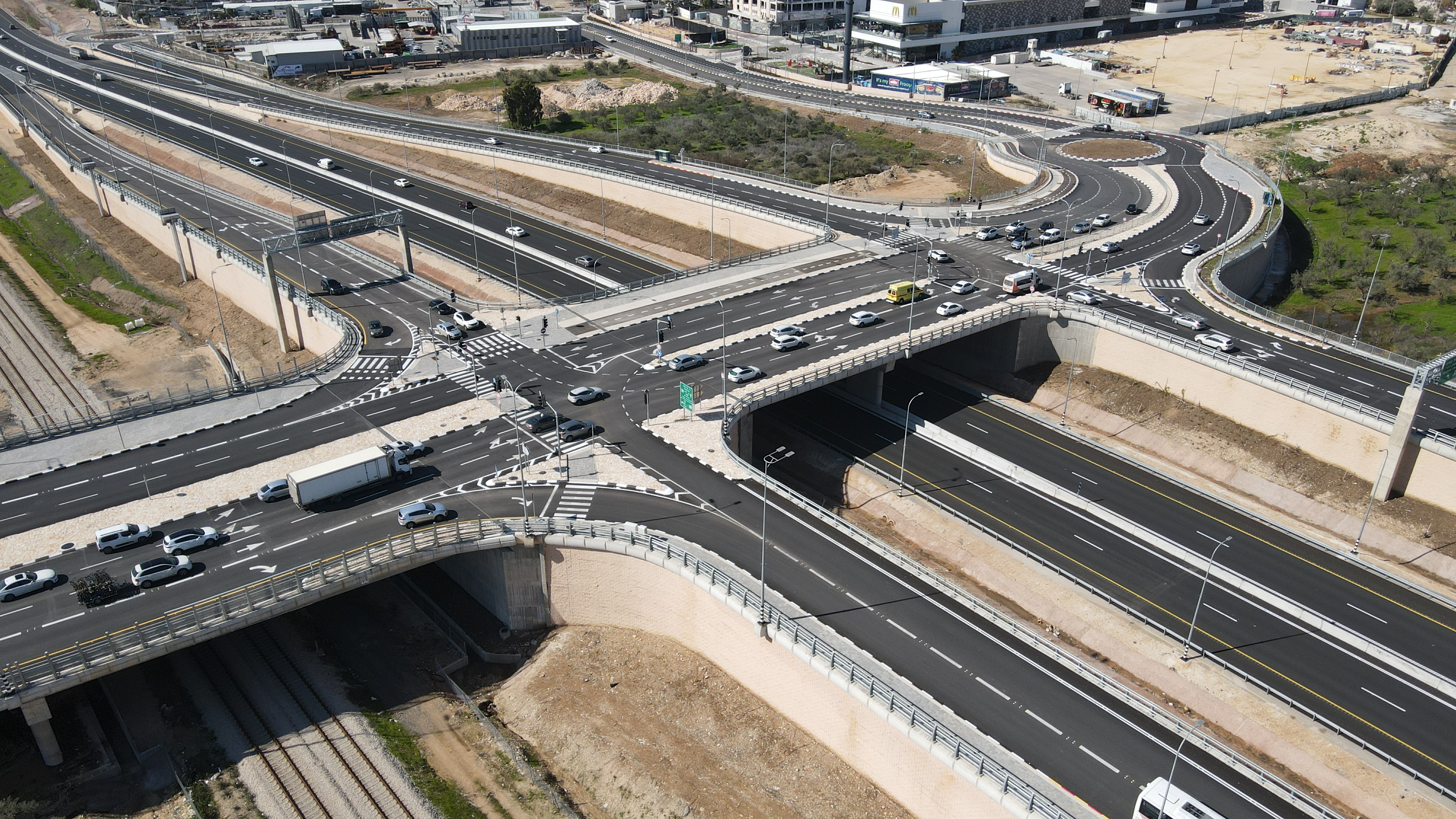
Křižovatka z bočního pohledu, únor 2022